# Iwan Chadschinikolow

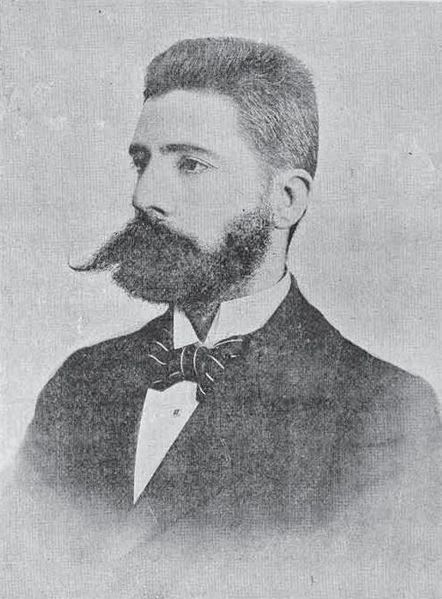
Iwan Chadschinikolow

Iwan Chadschinikolow (auch Ivan Hadžinikolov geschrieben; bulgarisch Иван Хаджиниколов, bulgarische Schreibweise bis 1945 Иванъ хаджи Николовъ; * 24. Dezember 1861 in Kukusch, Osmanisches Reich, heute Kilkis in Griechenland; † 9. Juli 1934 in Sofia, Königreich Bulgarien) war ein bulgarisch-makedonischer Lehrer, Revolutionär, Gründer und Mitglied der Inneren Makedonisch-Adrianopeler Revolutionären Organisation (IMARO).

## Leben
Chadschinikolow wurde in der osmanischen Stadt Kukusch, heute Kilkis, bei Thessaloniki in Nordgriechenland geboren. Er besuchte die bulgarische Grundschule in seiner Heimatstadt, bevor er 1888 das Wirtschaftsgymnasium in Linz (Österreich-Ungarn) erfolgreich abschließen konnte. Zwischen 1888 und 1892 war er Mathematiklehrer am bulgarischen Männergymnasium in Thessaloniki und unterrichtete Arithmetik und Buchhaltung. Nach der Gründung des Fürstentum Bulgarien wurde er von Petar Schapkarew, einem ehemaligen Lehrer aus Kilkis (1872–1874) und damaligen Schulinspektor der Schulaufsichtsbehörde von Dupniza eingeladen, nach Bulgarien zu gehen und in einem Dorf zu unterrichten. Iwan Chadschinikolow beschrieb dieses Erlebnis in seinen Memoiren:

„Когато стъпих в свободна българска земя, чувство на силно вълнение ме обзе и плаках от радост като дете, разкъсах феса си, хвърлих го на страна и паднах на колене, целувайки свободната българска земя...“

„Als ich den freien bulgarischen Boden betrat, überkam mich ein freudiges und mystisches Gefühl, ich weinte vor Glück wie ein Kind, schmiss meinen Fes weg und fiel auf die Knie, bekreuzigte mich und küsste mehrmals den freien bulgarischen Boden...“

Zudem unterrichtete er in den Städten Kostenez, Edessa und Kilkis. Im Juli 1892 traf er sich mit Kosta Schachow und Goze Deltschew in Sofia und besprach mit ihnen seine Idee, eine revolutionäre Organisation im osmanischen Makedonien zu gründen.
Am 23. Oktober 1893 war er neben Christo Tatartschew, Dame Gruew, Christo Batandschiew, Petar Poparsow und Anton Dimitrow, Gründer des Bulgarischen Makedonisch-Adrianopeler Revolutionären Komitees (BMARK), welches sich später in die Innere Makedonisch-Adrianopeler Revolutionäre Organisation (IMARO) umbenannte. Die Gründung fand in seinem Haus in Thessaloniki statt. Einer der Hauptgründe für die Gründung der Organisation war seiner Aussage nach die aggressive serbische Propaganda in Makedonien.
1901 wurde Chadschinikolow im Zusammenhang mit der Thessaloniki-Affäre von der osmanischen Polizei verhaftet, zu 101 Jahren Haftstrafe verurteilt und in die Festung Bodrum Kalesi verbannt. Vor der Verhaftung übergab er die IMARO-Archive an Iwan Garwanow, der später der neue Leiter der Organisation wurde. 1902 wurde er im Rahmen einer Amnestie frei und siedelte in die bulgarische Hauptstadt Sofia um. Dort eröffnete Chadschinikolow eine Buchhandlung, beschäftigte sich mit Verlagswesen und schrieb seine Memoiren, die in den Jahren 1935–1937 von Christo Schaldew im Magazin Illustration Ilinden veröffentlicht wurden. Während der Balkankriege (1912-1913) war Iwan Chadschinikolow Freiwilliger in der Makedonisch-Adrianopeler Landwehr der bulgarischen Armee. Nach dem Ersten Weltkrieg wurde er zu einer prominenten Figur der makedonischen Emigration im Königreich Bulgarien. Nach einer schweren Erkrankung mit Nervenproblemen beging er 1934 in Sofia Suizid.
Sein Enkel ist der berühmte bulgarische Bildhauer Aleksandar Djakow (1932–2018).